# Berliner Testament
Als Berliner Testament bezeichnet man im deutschen Erbrecht ein gemeinschaftliches Testament von Ehepartnern oder Lebenspartnern (siehe Lebenspartnerschaftsgesetz), in dem diese sich gegenseitig zu Alleinerben einsetzen und bestimmen, dass mit dem Tod des zuletzt Verstorbenen der Nachlass an einen Dritten fallen soll.

## Zweck
Zweck des Berliner Testaments ist es sicherzustellen, dass dem überlebenden Ehepartner der Nachlass des verstorbenen Ehepartners alleine zufällt. Dieses Ziel wird durch den Ausschluss der Abkömmlinge des Verstorbenen von der Erbfolge erreicht. Ansonsten würden sie nach der gesetzlichen Erbfolge miterben, so dass dem überlebenden Partner nur die Hälfte – bei Gütertrennung evtl. sogar nur ein Viertel – des Nachlasses bliebe, was dazu führen könnte, dass größere Vermögenswerte (vor allem gemeinsam erworbenes Grundeigentum) aufgeteilt oder verkauft werden müssen.
Jedoch ist durch das Berliner Testament ein gewolltes oder ungewolltes Ausschließen der eigenen leiblichen Kinder von der nachrangigen Erbfolge nur möglich, wenn der überlebende Ehepartner nicht gleichzeitig leiblicher – oder durch Adoption entstandener – Elternteil dieser Kinder ist. Dann kann der überlebende Ehepartner nach seinem Tod das gesamte Vermögen ausschließlich an seine leiblichen Kinder oder an Dritte vererben.
Das Pflichtteilsrecht der Abkömmlinge kann mit dem Berliner Testament nicht ausgeschlossen werden; jedoch werden die (oft gemeinsamen) Kinder meist ohnehin gesetzliche Erben oder Nacherben nach dem Tod des zweiten Ehepartners und verzichten daher auf den Pflichtteil. Unter Umständen kann durch Pflichtteilsstrafklausel wie die Jastrowsche Formel darauf hingewirkt werden.
Nach § 2271 Abs. 2 BGB ist der Widerruf einer wechselbezüglichen Verfügung (§ 2269 BGB) im Rahmen eines Berliner Testaments nach dem Tode des anderen Ehegatten nicht mehr möglich. Dies führt zu dem Problem, dass der überlebende Ehegatte nach dem Tod des Partners an das Testament gebunden ist und es grundsätzlich nicht mehr zugunsten einer anderen Person ändern kann. Zulässig sind im Berliner Testament aber auch so genannte Wiederverheiratungsklauseln, die bestimmen, dass der Überlebende bei Wiederheirat den Nachlass des Erstverstorbenen an die für diesen Fall als dessen Erben eingesetzten gemeinsamen Abkömmlinge (oder Dritte) ganz oder teilweise herausgeben muss oder dass er sich dann mit den Abkömmlingen auseinandersetzen muss. Damit tritt dann im Regelfall zwar der sog. aufschiebend bedingte Nacherbfall ein, der wiederverheiratete Ehegatte kann nun aber wieder frei testieren, nämlich über sein eigenes Vermögen. Mit einer solchen Klausel können die Ehegatten die Wiederheirat als unwägbares Moment ihres gemeinsamen Ordnungsplanes regeln.
Nach § 2287 BGB analog können auch Böswillige Schenkungen, welche der überlebende Ehegatte zu Lebzeiten in der Absicht vorgenommen hat, den Schlusserben zu beeinträchtigen, von dem Beschenkten nach den Vorschriften über die Herausgabe einer ungerechtfertigten Bereicherung zurückgefordert werden. Beeinträchtigt der überlebende Ehegatte die Erberwartung eines in einem gemeinschaftlichen Ehegattentestament verbindlich eingesetzten Schlusserben durch Schenkungen an einen Dritten, kann der Dritte nach dem Tod des zuletzt verstorbenen Ehegatten zur Herausgabe der Zuwendung an den Schlusserben verpflichtet sein, wenn der Erblasser kein anerkennenswertes lebzeitiges Eigeninteresse an der Zuwendung hatte. Die Feststellung eines lebzeitigen Eigeninteresses erfordert eine umfassende Abwägung der Interessen im Einzelfall. Es kann fehlen, wenn der Erblasser Zuwendungen erheblicher Vermögenswerte in erster Linie auf Grund eines auf Korrektur der Verfügung von Todes wegen gerichteten Sinneswandels vornimmt.

## Einheitslösung und Trennungslösung
Um diesen Zweck zu erreichen, bieten sich im Wesentlichen zwei unterschiedliche Gestaltungsmöglichkeiten an.
Neben der oben dargestellten sog. Einheitslösung, wofür grundsätzlich die Vermutung des § 2269 BGB spricht, gibt es auch noch die Möglichkeit, dass jeder Ehegatte den anderen als seinen Vorerben, den Dritten als seinen Nacherben und diesen zugleich für den Fall des eigenen Überlebens als Ersatzerben einsetzt (sog. Trennungslösung).

## Herkunft der Bezeichnung
Heute wird der Begriff Berliner Testament als Oberbegriff sowohl für die Einheits- als auch die Trennungslösung verwendet. Teilweise wird auch vertreten, nur die Einheitslösung sei ein Berliner Testament. Die Herkunft des Begriffs „Berliner Testament“ ist zwar nicht gänzlich geklärt; soweit die Herkunft auf die Berliner Praxis zurückgeführt wird, ist die heutige Verwendung jedoch unhistorisch. In der Berliner Praxis wurde nämlich unter dem gemeinen und preußischen Recht vorherrschend der sog. Trennungslösung mit der Konstruktion einer Vor- und Nacherbschaft gefolgt. Die Einheitslösung war vielmehr vor Inkrafttreten des BGB im Bayerischen Landrecht kodifiziert und wurde im Gesetzgebungsverfahren zum Bürgerlichen Gesetzbuch der preußischen Trennungslösung – mit dem Erfolg des § 2269 BGB – vorgezogen.

## Unwirksamkeit
Nach § 2077 BGB wird das gemeinsame Testament unwirksam, wenn die Ehe vor dem Tod eines der Erblasser geschieden wird.
Der rechtskräftigen Auflösung der Ehe steht es gleich, wenn zur Zeit des Todes des Erblassers die Voraussetzungen für die Scheidung der Ehe gegeben waren und der Erblasser die Scheidung beantragt oder ihr zugestimmt hatte. Wurde die Scheidung allein vom überlebenden Ehegatten beantragt und ist das Scheidungsverfahren im Zeitpunkt des Erbfalls noch nicht abgeschlossen, so treten die Unwirksamkeitsfolgen für eine Verfügung des verstorbenen Ehegatten nicht ein.

## Steuerliche Gleichberechtigung der Schlusserben
Da die Schlusserben, wenn sie keine gemeinsamen Abkömmlinge sind, zu beiden Partnern in einem unterschiedlichen Verwandtschaftsverhältnis stehen, hätte normalerweise die Todesreihenfolge einen Einfluss auf die Erbschaftsteuerklasse. Mittels Antrag gemäß § 15 Abs. 3 ErbStG können sie jedoch dafür sorgen, dass die günstigere Klasse zugrunde gelegt werden soll. So wird die Familie des Erstversterbenden nicht steuerlich benachteiligt.

## Alternative
Aus steuerlichen Gesichtspunkten ist das Berliner Testament oft nicht vorteilhaft gegenüber anders gestalteten Testamenten mit gleicher Zielsetzung, da die Freibeträge der Kinder nicht ausgenutzt werden. So kann es bei größeren Vermögen passieren, dass Vermögensteile beim Übergang auf den überlebenden Ehegatten und erneut beim Übergang auf die Kinder besteuert werden.
Falls Immobilien (oder ähnliches) vorhanden sind, kann es günstiger sein, dies(e) den Kindern (ggf. teilweise) schon beim Tod des ersten Ehegatten zu vererben und dem überlebenden Ehepartner ein Nießbrauchrecht einzuräumen – beispielsweise durch ein Sylter Testament.
Auch kann das Berliner Testament um ein sogenanntes Supervermächtnis ergänzt werden, das es dem überlebenden Ehepartner erlaubt, das Erbe des ersten Ehepartners ganz oder teilweise direkt an die Kinder weiterzugeben. Diese können somit den Freibetrag für jeden Elternteil ausnutzen.

## In anderen Staaten
Im englischsprachigen Raum wird ein gemeinsames Testament als joint will bzw. als mutual will bezeichnet.
Auch in Österreich gibt es ein gemeinschaftliches Testament. In Österreich ist es aber nur für Ehegatten vorgesehen, unverheiratete Paare und eingetragene Lebenspartnerschaften haben diese Möglichkeit nicht.
Im italienischen Erbrecht ist ein nach der Art des Berliner Testaments gestaltetes Testament nicht vorgesehen, da ein Testament nur für eine einzige Person gelten kann und jederzeit widerrufbar sein muss.
Ebenso ist im französischen Erbrecht ein gemeinsames Testament ausgeschlossen.
Inwieweit Erbverträge und gemeinsame Testamente wie das Berliner Testament auch in denjenigen Rechtsordnungen Gültigkeit haben können, die ein solches Testament nicht kennen, ist in vielen europäischen Rechtsordnungen weder im Gesetz noch in der Rechtsprechung eindeutig bestimmt.